# Beckiella clavata
Beckiella clavata är en kvalsterart som beskrevs av Sandór Mahunka 1988. Beckiella clavata ingår i släktet Beckiella och familjen Dampfiellidae. Inga underarter finns listade.